# Gan Teik Chai
Gan Teik Chai (Kedah, Malasia; 5 de febrero de 1983-Indonesia, 5 de agosto de 2023) fue un jugador de bádminton malasio especialista en dobles ganador del Australian Open y finalista del French Open. Ganó el torneo del Gran Premio del Abierto de Australia de 2009 con Tan Bin Shen. Junto con Ong Soon Hock, ganó el torneo internacional BWF 2012 en Mauricio, Argentina y Brasil.

## Resultados

### BWF Grand Prix
Dobles Masculino
| Año  | Torneo                   | Compañero     | Rivales                          | Marcador            | Resultado |
| ---- | ------------------------ | ------------- | -------------------------------- | ------------------- | --------- |
| 2009 | Malaysia Grand Prix Gold | Tan Bin Shen  | Koo Kien Keat Tan Boon Heong     | 11–21, 13–21        | Finalista |
| 2009 | Australian Open          | Tan Bin Shen  | Rupesh Kumar K. T. Sanave Thomas | 21–13, 21–11        | Campeón   |
| 2010 | India Grand Prix         | Tan Bin Shen  | Mohammad Ahsan Bona Septano      | 21–19, 15–21, 14–21 | Finalista |
| 2012 | Dutch Open               | Ong Soon Hock | Markis Kido Alvent Yulianto      | 21–18, 13–21, 14–21 | Finalista |

Dobles Mixtos
| Año  | Torneo           | Compañera  | Rivales                 | Marcador     | Resultado |
| ---- | ---------------- | ---------- | ----------------------- | ------------ | --------- |
| 2010 | India Grand Prix | Ng Hui Lin | Liu Peixuan Tang Jinhua | 17–21, 17–21 | Finalista |

     Torneo BWF Grand Prix Gold
     Torneo BWF Grand Prix

### BWF International Challenge/Series
Dobles Masculino
| Año  | Torneo                  | Compañero              | Rivales                               | Marcador            | Resultado |
| ---- | ----------------------- | ---------------------- | ------------------------------------- | ------------------- | --------- |
| 2003 | Malaysia Satellite      | Koo Kien Keat          | Hong Chieng Hun Lin Woon Fui          | 15–7, 17–16         | Campeón   |
| 2004 | French International    | Koo Kien Keat          | Joachim Fischer Nielsen Jesper Larsen | 15–6, 17–15         | Campeón   |
| 2006 | Malaysia Satellite      | Mohd Zakry Abdul Latif | Ong Soon Hock Tan Bin Shen            | 26–24, 18–21, 15–21 | Finalista |
| 2008 | Malaysia International  | Ong Jian Guo           | Goh Wei Shem Lin Woon Fui             | 19–21, 18–21        | Finalista |
| 2012 | Mauritius International | Ong Soon Hock          | Denneshsing Baboolall Yoni Louison    | 21–9, 21–10         | Campeón   |
| 2012 | Argentina International | Ong Soon Hock          | Cristian Araya Esteban Mujica         | 21–14, 21–15        | Campeón   |
| 2012 | Brazil International    | Ong Soon Hock          | Phillip Chew Sattawat Pongnairat      | 21–14, 21–14        | Campeón   |

     Torneo BWF International Challenge
     Torneo BWF International Series
     Torneo BWF Future Series

### BWF Superseries
Dobles Masculino
| Año  | Torneo         | Compañero    | Rivales                                             | Marcador     | Resultado |
| ---- | -------------- | ------------ | --------------------------------------------------- | ------------ | --------- |
| 2008 | Singapore Open | Lin Woon Fui | Mohd Zakry Abdul Latif Mohd Fairuzizuan Mohd Tazari | 18–21, 17–21 | Finalista |

     Torneo BWF Superseries Finals
     Torneo BWF Superseries Premier
     Torneo BWF Superseries

### Juegos del Sudeste Asiático
Men's doubles
| Year | Venue                                                     | Partner      | Opponent                    | Score        | Result |
| ---- | --------------------------------------------------------- | ------------ | --------------------------- | ------------ | ------ |
| 2007 | Universidad Wongchawalitkul, Nakhon Ratchasima, Tailandia | Lin Woon Fui | Markis Kido Hendra Setiawan | 15–21, 17–21 | Bronce |

## Vida personal y muerte
Gan estaba casado con Esther Ng y tuvo dos hijos. El 4 de agosto de 2023 sufrió un ataque cardíaco mientras navegaba y murió al día siguiente a los 40 años.